# Distritos de Moçambique por ordem alfabética
Visite o Portal:Moçambique

Segue-se a lista dos 154 distritos de Moçambique, por ordem alfabética:
| - Alto Molócue - Ancuabe - Angoche - Angónia - Balama - Bárue - Beira - Bilene - Boane - Búzi - Cahora-Bassa - Caia - Changara - Chemba - Cheringoma - Chibabava - Chibuto - Chicualacuala - Chifunde - Chigubo - Chimbonila - Chimoio - Chinde - Chiúre - Chiuta - Chókwè - Chongoene - Cuamba - Derre - Dôa - Dondo - Eráti - Funhalouro - Gilé - Gondola - Gorongosa - Govuro - Guijá - Guro - Gurué - Homoíne - Ibo - Ile - Ilha de Moçambique - Inhambane - Inharrime - Inhassoro - Inhassunge - Jangamo - Lago - Lalaua - Larde - Liúpo - Lichinga - Limpopo - Luabo - Lugela - Mabalane - Mabote - Macanga - Macate - Machanga - Machaze - Macomia - Macossa - Maganja da Costa - Magoé - Magude - Majune - Malema - Mandimba - Manhiça - Manica - Manjacaze - Mapai - Marara - Marávia - Maringué | - Marracuene - Marromeu - Marrupa - Massangena - Massinga - Massingir - Matola - Matutuíne - Maúa - Mavago - Maxixe - Mecanhelas - Meconta - Mecubúri - Mecúfi - Mecula - Meluco - Memba - Metarica - Metuge - Milange - Moamba - Moatize - Mocímboa da Praia - Mocuba - Mocubela - Mogincual - Mogovolas - Molumbo - Moma - Monapo - Montepuez - Mopeia - Morrumbala - Morrumbene - Mossuril - Mossurize - Muanza - Muecate - Mueda - Muembe - Muidumbe - Mulevala - Murrupula - Mutarara - N'gauma - Nacala-a-velha - Nacala Porto - Nacarôa - Namaacha - Namacurra - Namarroi - Nampula - Namuno - Nangade - Nhamatanda - Nipepe - Nicoadala - Palma - Panda - Pebane - Pemba - Quelimane - Quissanga - Rapale - Ribaué - Sanga - Sussundenga - Tambara - Tete - Tsangano - Vanduzi - Vilanculos - Xai-Xai - Zavala - Zumbo | Parte da série sobre Política de Moçambique Constituição Executivo Presidente - Filipe Nyusi Primeiro-ministro - Adriano Maleiane Legislativo Assembleia da República Judiciário Tribunal Constitucional Eleições Eleições gerais - 2014 · 2019 Partidos políticos Subdivisões regionais Províncias Distritos ( ordem alfabética ) Postos administrativos Municípios ( ordem alfabética ) Tópicos relacionados Missões diplomáticas Portal de Moçambique v d e |
| | | |
| Parte da série sobre | | |
| Política de Moçambique | | |
| Constituição | | |
| Executivo - Filipe Nyusi - Adriano Maleiane | | |
| Legislativo | | |
| Judiciário | | |
| Eleições - 2014 · 2019 | | |
| Subdivisões regionais | | |
| Tópicos relacionados | | |
| Portal de Moçambique | | |
| v d e | | |

## Z

Distritos de Moçambique.